# Edalorhina perezi
Espèce
Synonymes
- Bubonias plicifrons Cope, 1874
- Edalorhina buckleyi Boulenger, 1882

Statut de conservation UICN

 LC  : Préoccupation mineure
Edalorhina perezi est une espèce d'amphibiens de la famille des Leptodactylidae.

## Répartition
Cette espèce se rencontre entre 100 et 1 100 m d'altitude, :
- dans les basses terres amazoniennes du Pérou dans les régions d'Amazonas, de Huánuco, de Junín, de Loreto, de Pasco, de Madre de Dios et de San Martin ;
- dans la partie amazonienne de l'Équateur ;
- dans le sud de la Colombie ;
- dans l'ouest du Brésil.

Elle pourrait être présente en Bolivie.

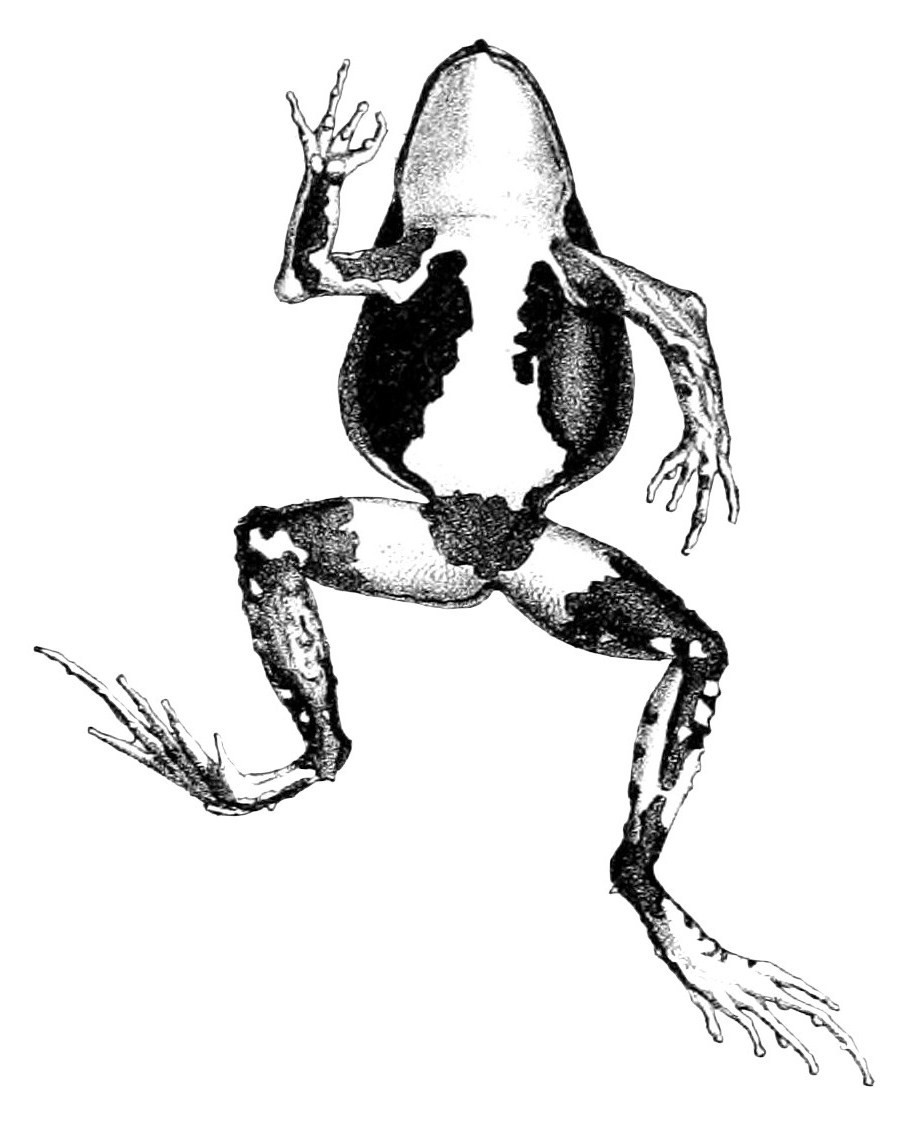
Edalorhina perezi vue ventrale

## Étymologie
Cette espèce est nommée en l'honneur de Laureano Pérez Arcas.

## Publication originale
- Jiménez de la Espada, 1870 : Faunae neotropicalis species quaedam nondum cognitae. Jornal de sciencias mathematicas, physicas e naturaes, Academia Real das Sciencas de Lisboa, vol. 3, p. 57-65 (texte intégral).